# Kreisgericht Graudenz
Das Kreisgericht Graudenz war ein preußisches Kreisgericht in der damaligen Provinz Preußen mit Sitz in der Stadt Graudenz.

## Geschichte
In Graudenz bestand bis 1849 das Land- und Stadtgericht Graudenz. 1849 wurden in Preußen einheitlich Kreisgerichte geschaffen. Hierbei wurde die Patrimonialgerichtsbarkeit abgeschafft und die Patrimonialgerichte wurden aufgehoben. Es entstand das Königliche Kreisgericht Graudenz im Sprengel des Appellationsgerichts Marienwerder. Es war für den Kreis Graudenz zuständig.
Es war als Schwurgericht für die Kreisgerichte Graudenz, Culm und Schwetz. Am Gericht waren 1870 ein Direktor und neun Kreisrichter eingesetzt. 1870 betrug die Zahl der Gerichtseingesessenen 58.247. Gerichtstage wurde auf der Festung Graudenz, in Lessen und in Rehden gehalten.
Im Rahmen der Reichsjustizgesetze wurde das Gerichtswesen in Deutschland 1879 vereinheitlicht. Damit wurde das Kreisgericht Graudenz aufgehoben und das königlich preußische Amtsgericht Graudenz mit Wirkung zum 1. Oktober 1879 als eines von fünf Amtsgerichten im Bezirk des Landgerichtes Graudenz als Nachfolger gebildet.